# Кременский, Михаил Андреевич
Михаил Андреевич Кременский (21 ноября 1901—1942) — советский художник, член Союза художников СССР (1934).

## Биография
Родился 21 ноября 1901 года в Новониколаевске.
В 1920-х годах совмещал учёбу во ВХУТЕИНе с работой в газете «Комсомольская правда» (художник-график).
После завершения учёбы в Москве вернулся в Новосибирск, где трудился в товариществе «Художник» (графика, живопись).
Принимал участие в краевых и московских выставках.
В составе коллектива новосибирских художников занимался росписью Сибирских павильонов ВДНХ.
Участвовал в росписи плафона большого зала в Новосибирском театре оперы и балета, вместе с В. Ф. Штейн разрабатывал фриз для фасада театрального здания.
Иллюстрировал литературно-художественный журнал «Настоящее».
Погиб на фронте во время Великой Отечественной войны.